# Ример, Брайан
Брайан Ример (дат. Brian Riemer; 22 сентября 1978) — датский футбольный тренер.

## Карьера
Тренерскую карьеру начал в раннем возрасте. В первое время он работал с юниорской командой «Альбертслунна». После недолгой командировки в Англию (датчанин занимался техникой с нападающими молодежного состава «Норвич Сити»), Ример получил приглашение от «Видовре», где с юниорами работал Томас Франк. Четыре года Ример возглавлял коллектив до 19 лет. Некоторое время он также исполнял обязанности главного тренера основы. Затем специалист отработал девять лет в системе «Копенгагена».
В 2018 году старый знакомый Римера Франк позвал его в свой штаб в «Брентфорде». С датским тандемом «пчелы» впервые за долгое время пробились в английскую Премьер-Лигу и закрепились в ней. В декабре 2022 года специалист начал самостоятельную работу на высоком уровне, возглавив бельгийский «Андерлехт». Ему удалось поднять клуб на третье место по итогам сезона 2023/24 и впервые за три года попасть с ним в медали чемпионата. Несмотря на это, 19 сентября 2024 года Ример был отправлен в отставку за «недостаточную результативность». Увольнение произошло после поражение от лидера «Генка», причем в случае успеха «Андерлехт» мог выйти в таблице на первое место.
Без работы датчанин оставался недолго. Уже 2 октября он был назначен на должность главного тренера национальной сборной своей страны. На новой должности он быстро добился одного удивительного достижения, 20 ноября дав одну из самых коротких пресс-конференции в истории по итогам выездного матча Лиги наций УЕФА с Сербией (0:0). Он покинул зал уже через 20 секунд после пресс-конференций, поскольку ни один журналист не захотел задать ему вопрос.